# Жаркайын (Костанайская область)
Жаркайын (каз. Жарқайың) — упразднённое село в Мендыкаринском районе Костанайской области Казахстана. Входило в состав Каракогинского сельского округа. Код КАТО — 395649400. Упразднено в 2019 г.
В 8 км к востоку находит озеро Сарыкамыс.

## Население
В 1999 году население села составляло 297 человек (145 мужчин и 152 женщины). По данным переписи 2009 года, в селе проживало 207 человек (108 мужчин и 99 женщин).